# Nigel Gresley
Herbert Nigel Gresley (ur. 19 czerwca 1876 w Edynburgu, zm. 5 kwietnia 1941 w Watton at Stone) – brytyjski inżynier, konstruktor lokomotyw parowych oraz wagonów kolejowych.
Naukę zawodu odbył w zakładach taboru kolejowego w Crewe (Crewe Works). Karierę inżyniera rozpoczynał w spółce Lancashire and Yorkshire Railway. W latach 1905–1911 był kierownikiem działu wagonów spółki kolejowej Great Northern Railway (GNR), odpowiedzialny m.in. za projektowanie nowych konstrukcji. W 1911 roku awansowany na stanowisko naczelnego inżyniera. W 1923 roku został mianowany naczelnym inżynierem przedsiębiorstwa London and North Eastern Railway (LNER), utworzonego w tym samym roku poprzez połączenie GNR i kilkunastu innych spółek kolejowych. Funkcję tę pełnił do śmierci w 1941 roku.
Do najważniejszych osiągnięć Gresleya należy opracowana i rozwijana przez niego seria lokomotyw parowych o układzie osi 4-6-2 (tzw. Pacific), przeznaczonych do obsługi dalekobieżnych pociągów pasażerskich – klas A1 (1922), A3 i A4 (1935). Lokomotywa Mallard, należąca do tej ostatniej, jest niepobitym rekordzistą prędkości wśród lokomotyw parowych na świecie.
Gresley należał do pionierów konstrukcji przegubowej w pojazdach kolejowych – opracował szereg wagonów o dwóch i więcej członach, które dzieliły wspólne wózki. Konstrukcja taka, współcześnie powszechnie stosowana w zespołach trakcyjnych, pozwalała na zmniejszenie liczby wózków w pojeździe, a tym samym poprawę komfortu jazdy, zmniejszenie masy pojazdu i redukcję kosztów jego budowy. Gresley opatentował własną konstrukcję takiego wózka. Jako jeden z pierwszych brytyjskich konstruktorów stosował również rozwiązania mające na celu poprawę aerodynamiki pojazdu. Zaprojektowany przez niego luksusowy pociąg Silver Jubilee (1935) był pierwszym w Wielkiej Brytanii o konstrukcji w pełni aerodynamicznej.
W 1936 uzyskał tytuł szlachecki. W latach 1936–1937 był przewodniczącym Institution of Mechanical Engineers, organizacji zrzeszającej inżynierów mechaników w Wielkiej Brytanii.

Tabor kolejowy projektu Gresleya
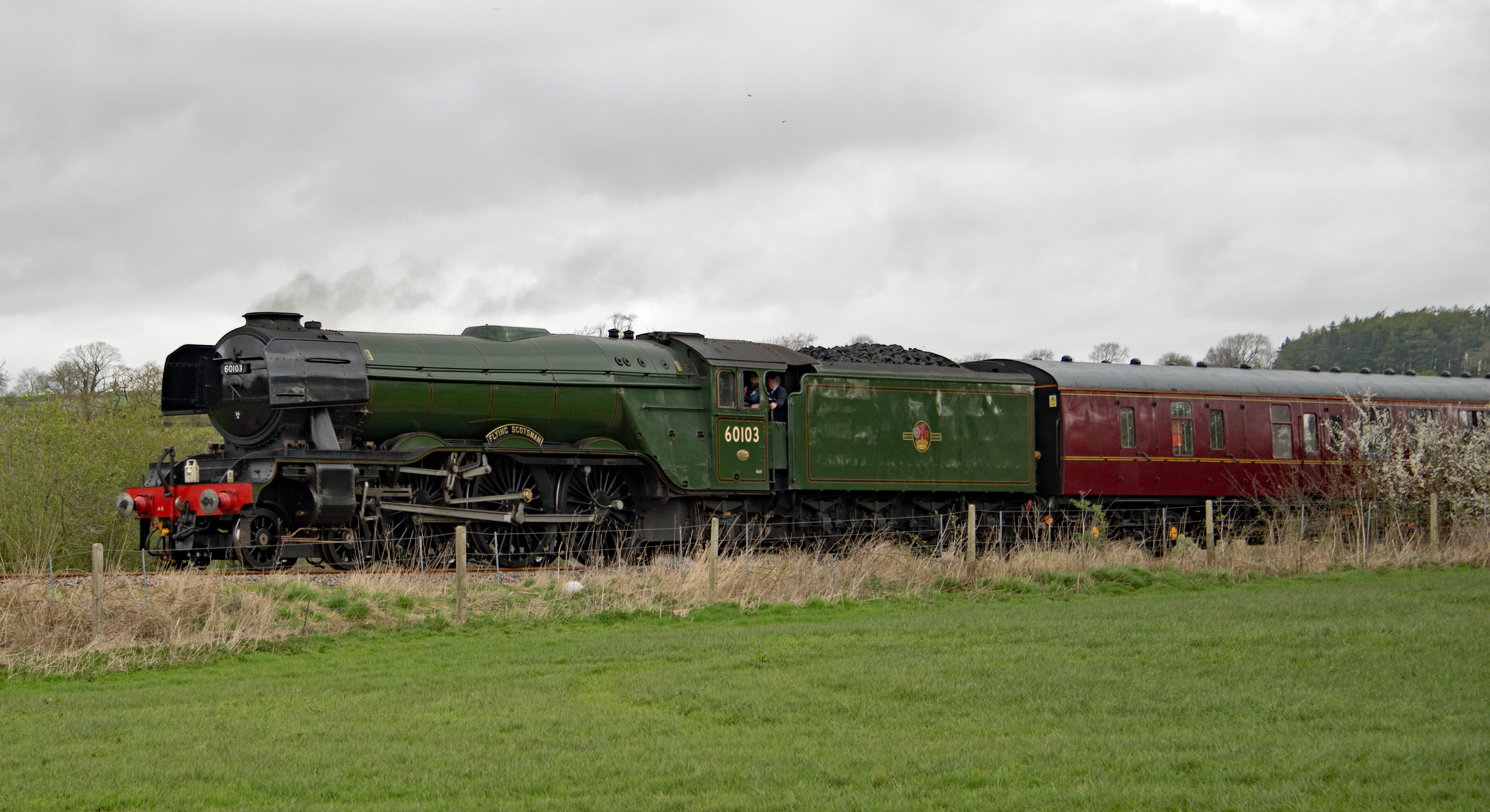
Lokomotywa Flying Scotsman klasy A3
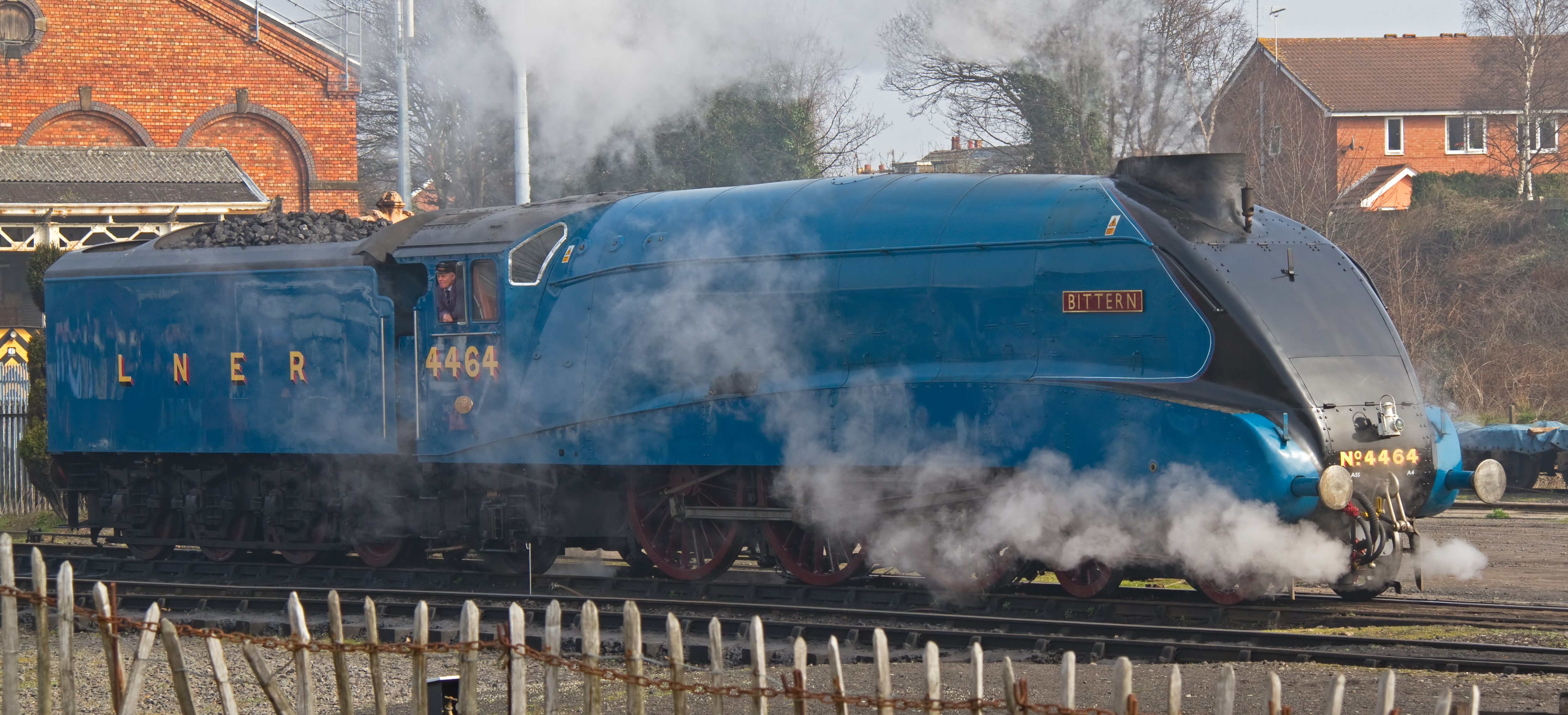
Lokomotywa klasy A4
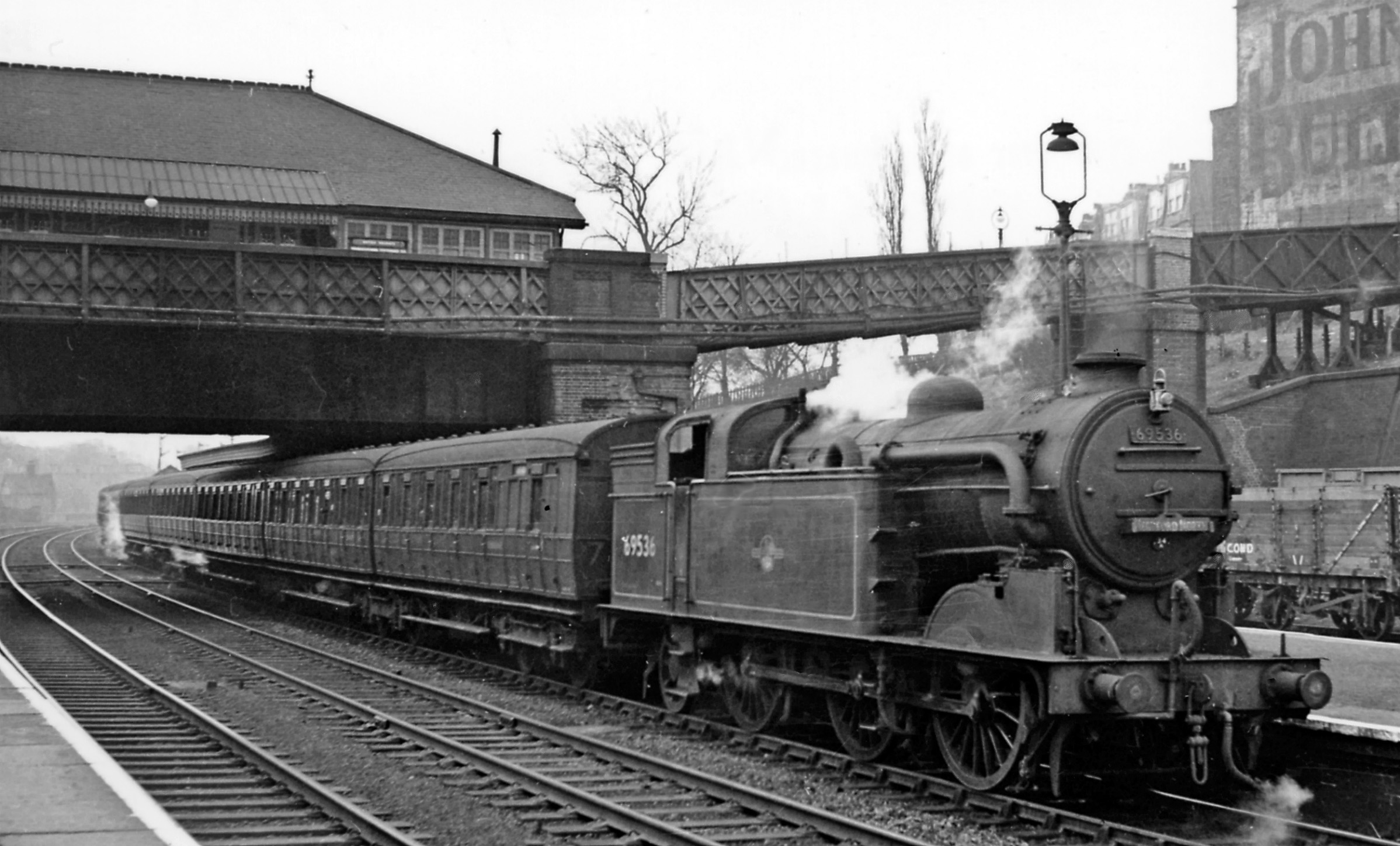
Pociąg podmiejski złożony z lokomotywy klasy N2(inne języki) oraz dwóch czteroczłonowych wagonów osobowych